# Vita (Tommy Parisi)
Vita è il nono album in studio del cantante italiano Tommy Parisi, pubblicato il 2 settembre 2015 dalla Napoli Records.
Il brano Fa male è stato estratto come singolo apripista dell'album, per cui vi è stato girato anche un video ufficiale.

## Tracce
1. Fa male
2. Chissà addò staje
3. Nun provo niente
4. Maledettamente
5. Quando ti bacerà
6. Nun te voglio sentì
7. Sarà il modo d'amare
8. Non saprà mai
9. Sulo pe'fa ammore
10. Canto per amore